# نسيب أبو شقرا
نسيب داود أبو شقرا (1909 - 5 نيسان / أبريل 1989) ضابط شرطة لبناني.  من عماطور بقضاء الشوف ينتمي إلى عائلة درزية وهو ابن ضابط الشرطة داود أبو شقرا الذي اشتهر في أوائل القرن العشرين لجهوده المتميزة في المجال الأمني.  انتقل إلى بيروت ودرس في المدرسة الفرنسية وعمل في الصحافة فأصدر مجلة البادية ثم مجلة الحديث المصوّر بعد تقاعده في 1967 عن قيادة الشرطة القضائية لبنانية.

## سيرته
ولد نسيب بن داود بن علي بن أحمد في 1909 في عماطور وتلقى علومه فيها ثم في عبيه ثم في المدرسة الفرنسية في بيروت. بدأ حياته العلمية في الصحافة فأصدر مجلة البادية مع عارف أبي شقرا وبعد بضع سنوات عزم على السفر فثناه والده داود أبو شقرا عن عزمه وحمله على دخول مدرسة الشرطة في 1933، فما حلّت سنة 1940 حتی كان قد أحرز رتبة مفوض ثم أخذت تأتيه الترقيات بسبب نشاطه وإخلاصه وجرأته حتى بلغ رتبة مفوض عام ممتاز وشغل وظيفة المفتش العام للشرطة.
 
وفي 1959 أسندت إليه قيادة الشرطة القضائية رغم بلوغه سنّ التقاعد، ثم جُدّد تكليفه سنة فسنة حتى 1967، فطلب أعفائه من التجديد فأحيل على التقاعد. فأصدر مع سلمان جابر مجلة الحديث المصوّر واستمرت عدة سنوات، وأنشأ مع أخيه وآخرين شركة مياه ندى.
 
في أثناء خدمته الطويلة مثِّل لبنان في قيادة الانتربول مرتين وتولی رئاسة قسم مكافحة المخدرات فيه، كما أن مهماتٍ متعدّده أسندت اليه، من مكافحة إجرام وتهريب وتزوير وغيرها. 
 
توفي في 5 نيسان/ أبريل 1989 ودفن في عماطور في 7 منه في مأتم رسمي حافل اشتركت فيه فرقة من الأمن الداخلي وودعته بالطلقات الرمزية وعزفت الفرقة الموسيقية نشيد الموت.

## الأوسمة والتقدير
كان موضع تقدير المؤسسة الإنسانية الدولية، ومركزها ليل في فرنسا فقلدته أحد أوسمتها الرفيعة بالإضافة إلى وفرة أوسمة أخرى، لبنانية ودولية.